# Jürgen Chrobog
Jürgen Chrobog (ur. 28 lutego 1940 w Berlinie) – dyplomata niemiecki, wiceminister spraw zagranicznych, ambasador, prawnik.

## Życiorys
Studiował prawo we Fryburgu Bryzgowijskim, Getyndze oraz francuskim Aix-en-Provence. Praktykował jako adwokat w Hanowerze, w 1972 podjął pracę w dyplomacji. Początkowo był związany z przedstawicielstwem RFN przy ONZ, w latach 1973–1977 współpracował w Ministerstwie Spraw Zagranicznych z szefami resortu Walterem Scheelem i Hansem-Dietrichem Genscherem, zajmując się zagadnieniami polityki europejskiej oraz stosunkami z krajami Trzeciego Świata. Wstąpił do Partii Wolnych Demokratów (FDP).
Od 1977 kolejne kilka lat spędził na placówkach zagranicznych, początkowo w Singapurze, następnie w Brukseli. W latach 1984–1991 kierował departamentem prasowym Ministerstwa Spraw Zagranicznych i pełnił funkcję jego rzecznika, od 1988 stał na czele gabinetu ministra Genschera. W latach 1995–2001 zajmował stanowisko ambasadora w USA.
W 2001 został powołany na stanowisko sekretarza stanu w Ministerstwie Spraw Zagranicznych przez kolejnego ministra Joschkę Fischera. Sprawował funkcję do 2005, zajmując się m.in. negocjacjami po uprowadzeniu obywateli niemieckich w Algierii. Krótko po przejściu na emeryturę sam padł ofiarą porwania; w grudniu 2005 został wraz z żoną i trzema dorosłymi synami uprowadzony w Jemenie, gdzie przebywał na zaproszenie jemeńskiego wiceministra spraw zagranicznych. Pod koniec grudnia 2005 dyplomata wraz z rodziną został zwolniony.